# Günter Moltmann

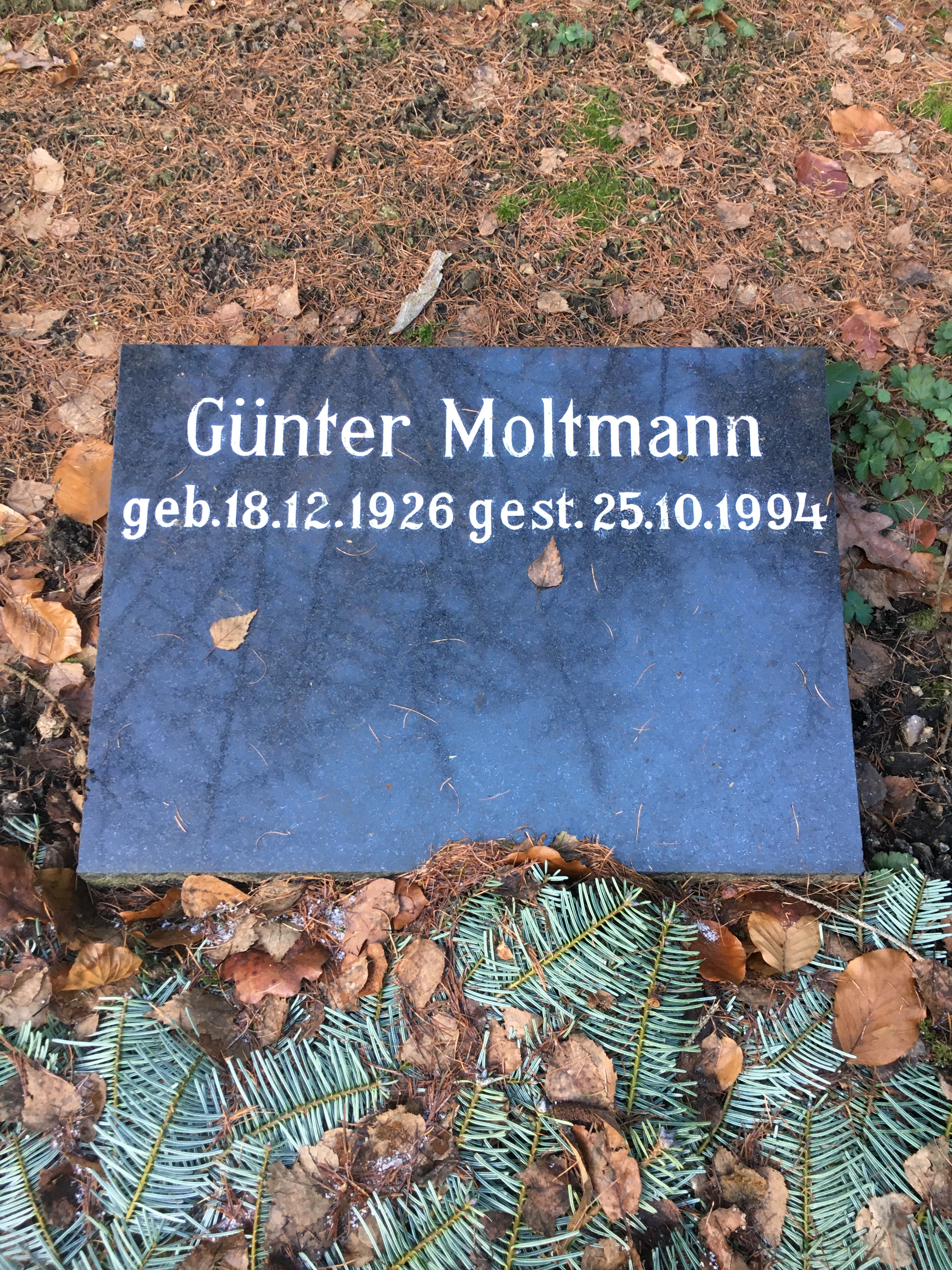
Grabstätte von Günter Moltmann auf dem Ohlsdorfer Friedhof

Günter Moltmann (* 18. Dezember 1926 in Hamburg; † 25. Oktober 1994 ebenda) war ein deutscher Historiker und ordentlicher Professor für Mittlere und Neuere Geschichte an der Universität Hamburg.
Günter Moltmann, Sohn von Maria Moltmann, geborene Sailer, und des Studienrats Alexander Moltmann, legte 1946 am Heinrich-Hertz-Gymnasium in Hamburg das Abitur ab. Er studierte von 1946 bis 1952 in Hamburg und für ein Jahr an der Universität Marburg Geschichte und Germanistik sowie Literaturwissenschaft. Von 1953 bis 1955 besuchte er das Studienseminar Hamburg. Nach Beendigung des Studiums folgte die Referendarausbildung für den Höheren Schuldienst. Im Jahr 1956 wurde er mit einer von Egmont Zechlin betreuten zeitgeschichtlichen Studie über Amerikas Deutschlandpolitik im Zweiten Weltkrieg promoviert, die 1958 veröffentlicht wurde. Von 1956 bis 1961 war er in Hamburg als Lehrer im Höheren Schuldienst (ab 1959 als Studienrat) tätig. Im Jahr 1961 übernahm er eine Professur für Geschichte und Politische Bildung an der Pädagogischen Hochschule Bielefeld, wo er 1965 als ordentlicher Professor arbeitete. 1965/66 folgte ein Gastaufenthalt an der University of Chicago. 1967 wurde er als Nachfolger von Zechlin auf den Lehrstuhl und die Professur für Mittlere und Neuere Geschichte an der Universität Hamburg berufen. 1970/71 war er Gastprofessor an der Indiana University. Im Jahr 1971 begründete er mit Fritz Fischer und Klaus-Detlev Grothusen die Reihe Studien zur modernen Geschichte. Im Jahr 1992 wurde er emeritiert. Sein Nachfolger in Hamburg wurde Norbert Finzsch. Die University of Cincinnati verlieh Moltmann die Ehrendoktorwürde. Er war Mitglied des Verband der Historiker Deutschlands.
Moltmann gab der deutschen Nordamerikaforschung entscheidende Impulse und prägte wesentlich die deutsche Migrationsforschung. International bedeutend war sein umfassendes Projekt zur Auswanderungsgeschichte. Er war Mitglied der American Historical Association und der Organization of American Historians. Ab 1973 war er Mitherausgeber der Reihe Amerikastudien. Von 1975 bis 1978 war er Vorsitzender der Deutschen Gesellschaft für Amerikastudien. Zu Moltmanns akademischen Schülern gehört Hans-Jürgen Grabbe.
Im Jahr 1994 starb Moltmann 67-jährig und wurde in der Familiengrabstätte auf dem Hamburger Friedhof Ohlsdorf beigesetzt.
Günter Moltmann war evangelisch, ab 1960 mit Joetta Moltmann, geborene Laing, verheiratet und hatte drei Söhne.

## Schriften (Auswahl)
Monographien
- USA-Ploetz. Geschichte der Vereinigten Staaten zum Nachschlagen. 4., aktualisierte Auflage. Ploetz, Freiburg (Breisgau) u. a. 1998, ISBN 3-451-40507-5.
- Atlantische Blockpolitik im 19. Jahrhundert. Die Vereinigten Staaten und der deutsche Liberalismus während der Revolution von 1848/49. Droste, Düsseldorf 1973, ISBN 3-7700-0334-9.
- Die Entwicklung Deutschlands von 1949 bis zu den Pariser Verträgen 1955. Verlag für Literatur und Zeitgeschehen, Hannover 1963.
- Deutschland als Problem der amerikanischen Kriegszielpolitik im zweiten Weltkrieg (1941–1945). Hamburg 1956 (Hamburg, Universität, Dissertation vom 13. Dezember 1956, maschinenschriftlich).

Herausgeberschaften
- Aufbruch nach Amerika. Friedrich List und die Auswanderung aus Baden und Württemberg 1816/17. Dokumentation einer sozialen Bewegung. Wunderlich, Tübingen 1979, ISBN 3-8052-0310-1 (Neuausgabe unter dem Titel: Aufbruch nach Amerika. Die Auswanderungswelle von 1816/17. Metzler, Stuttgart 1989, ISBN 3-476-00670-0).
- mit Alexander Fischer und Klaus Schwabe: Rußland – Deutschland – Amerika. Festschrift für Fritz T. Epstein zum 80. Geburtstag (= Frankfurter historische Abhandlungen. Band 17). Steiner, Wiesbaden 1978.
- Deutsche Amerikaauswanderung im 19. Jahrhundert. Sozialgeschichtliche Beiträge (= Amerikastudien. Band 44). Metzler, Stuttgart 1976.
- mit Karl Friedrich Reimers: Zeitgeschehen im Film- und Tondokument. Musterschmidt, Göttingen 1970.